# 태양을 훔친 여자
"태양을 훔친 여자"는 1979년에 개봉한 대한민국의 영화이다.

## 캐스팅
- 김자옥 : 정숙 역
- 박근형
- 이대근
- 박지훈
- 조재성